# Artema (syndicat)
Artema  est l'organisation professionnelle des industriels de la mécatronique. Son but est de faire reconnaître la mécatronique comme facteur de développement de l’industrie en France.
Artema  regroupe aujourd’hui environ 150 entreprises fournisseurs de composants, de solutions, et de systèmes issus de plusieurs groupes métiers : éléments de transmissions mécaniques, étanchéité, mécatronique, réducteurs et engrenages, roulements et guidages linéaires, transmissions hydrauliques, transmissions pneumatiques.

## Histoire
À l'époque appelé "syndicat", Artema  a été créée en 2007 par la fusion des trois syndicats MHP (mécanique de haute précision), UNITOP (transmissions oléo-hydrauliques et pneumatiques) et UNITRAM (transmissions mécaniques). Jean Tournoux le directeur général de SKF France est alors élu à la présidence du syndicat pour un mandat de trois ans renouvelable par l’assemblée générale constituante,. 
En 2009, Artema  crée le groupe mécatronique, transverse à tous les métiers de la mécatronique. En mars 2012, Bruno Grandjean succède à Jean Tournoux, à la présidence du syndicat.